# Hubert Guillotel
Hubert Guillotel, né le 22 juin 1941 à Paris et mort le 12 juin 2004 à Epiniac, est un historien du droit français.
Il est professeur d'histoire du droit à la faculté de droit et de science politique de l'université de Rennes I.

## Biographie
Il a fait ses études à la faculté de droit de l'université de Paris II. En 1973, il soutient une thèse sur Les Actes des Ducs de Bretagne. Il enseigne ensuite à Paris II, puis à Douai de 1996 à 1999, enfin à Rennes à partir de 1999.
Il s'est spécialisé dans la recherche et l'analyse des sources de l'histoire de la Bretagne durant le Haut Moyen Âge, c’est-à-dire du Ve siècle à l'an mil.
Il a fait partie de la rédaction de la revue légitimiste La Légitimité, qui a paru de 1974 à 1983.

## Publications (sélection)
- Les Actes des ducs de Bretagne (944-1148), Thèse de 1973 ; réédition par  les Presses universitaires de Rennes, Rennes 2014,  (ISBN 9782753534988).
- Avec André Chédeville, La Bretagne des saints et des rois : Ve – Xe siècle ; Rennes, Edilarge - Ouest France, 1984, collection Ouest France université, 423p.  (ISBN 2-85882-613-7)
- éditeur scientifique, avec André Chédeville et Bernard Tanguy, du Cartulaire de l’abbaye Saint-Sauveur de Redon ; Rennes, AHID, 1998, 1 vol. in folio (p. 9-25, présentation du manuscrit, p. 71-78, établissement du répertoire chronologique).
  - Participation (posthume) au tome II, avec Jean-Pierre Brunterc'h : "Le deuxième cartulaire de Redon"", pp 35-44) ; Rennes, AHID, 2004.
- "De la vicomté de Rennes à la vicomté de Porhoët (fin du Xe au milieu du XIIe siècle)", dans Mémoires de la S.H.A.B., t. LXXII, 1995, p. 5-23 [lire en ligne].
- "Les cartulaires de l’abbaye de Redon", dans Mémoires de la S.H.A.B., t. LXIII, 1986, p. 27-48.
- « Une autre marche de Neustrie », dans Onomastique et Parenté dans l'Occident médiéval, Oxford, Linacre College, Unit for Prosopographical Research, coll. « Prosopographica et Genealogica / 3 », 2000, 310 p. (ISBN 1-900934-01-9).

Une bibliographie complète se trouve sur le site web de l'université de Rennes I

## Sources
- Nécrologie (Rennes 1 campus, le Journal de l'université de Rennes 1, no 75, p. 12) [PDF]
- Ouest-France